# Saint-Hilaire-Saint-Mesmin
Saint-Hilaire-Saint-Mesmin é uma comuna francesa na região administrativa do Centro, no departamento Loiret. Estende-se por uma área de 14,16 km². Em 2010 a comuna tinha 3 140 habitantes (densidade: 221,8 hab./km²).